# 平腹豆娘魚
平腹豆娘魚為輻鰭魚綱鱸形目隆頭魚亞目雀鯛科的其中一種。分布於中太平洋東部，包括中途島、夏威夷群島、強斯頓環礁等海域，背鰭硬棘13枚、背鰭軟條13-15枚、臀鰭硬棘2枚、臀鰭軟條13-15枚，體長可達30公分，棲息在安靜、底部為岩石的地方在岸邊與外海的礁石;稚魚有時發現於湧浪水池，成魚成群活動，捕食多種藻類與浮游動物，在繁殖時會成對出現，雄魚會保衛卵，可作為觀賞魚，在夏威夷被當地人當作食物。